# Палаци Вінницької області
Перелік палаців Вінницької області

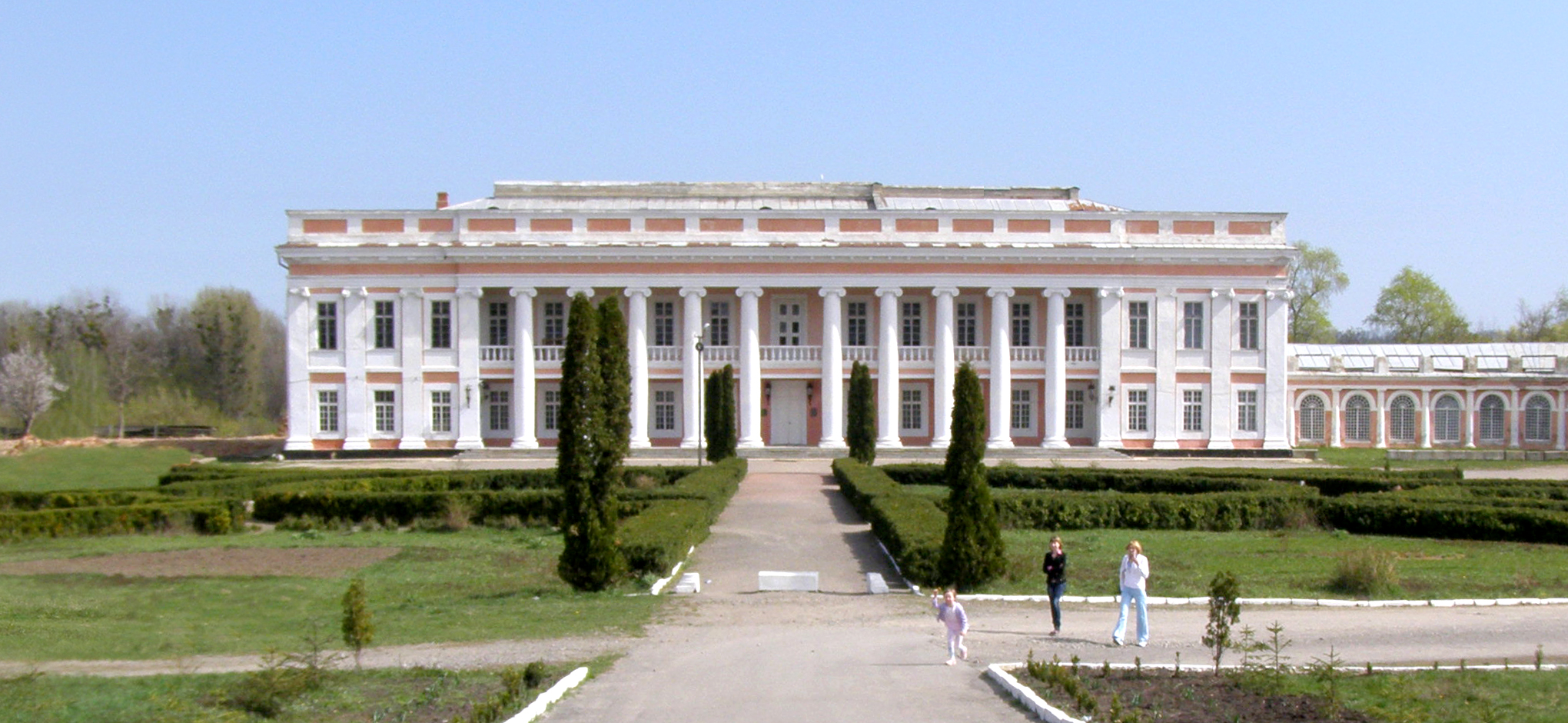
Палац Потоцьких в Тульчині

- с.Антополь, палац Четвертинських, садиба кінця 18 ст.,палац доби класицизму, перебудови у 19 і 20 ст., пейзажний парк 30га
- с.Андрушівка (Погребищенський район), палац кінця 18 ст., перебудови початку 19 ст., збережений.
- Браїлів, садиба фон Мекк, смт., 19 ст., палац — автодорожний технікум
- с.Верхівка (Тростянецький район), палац 1890-х рр, пейзажний парк(проект садівника В. Кроненберга), навчальний заклад
- смт.Вороновиця, Палац Горохольського, класицизм, Вороновицький музей історії авіації та космонавтики України
- Дашів (село), Іллінецький район, садиба кінця 19 ст., неокласицизм
- Капустяни, Палац Щеньовських.збережено, школа
- Котюжани, Мурованокурилівецький район, садиба початку 20 ст., неоренесанс, збережена, пейзажний парк.
- Красносілка (Бершадський район), Палац Ліпковських, збережений, без вікон.
- Межирів(Межиров), садиба Андрія Орловського,  палац кінця 18 ст, класицизм (1793 р.?), зруйновано.
- Муровані Курилівці, залишки замку 16 ст. і садиба 1805 р., один з трьох колишніх флігелів, перебудови на початку 20 ст. (Наполеон Орда. «Палац родини Комарів» 1871 — 1873 рр)
- с.Нападівка, палац Ланге, 19 ст., класицизм, руїна
- Нараївка (Гайсинський район) Нараївський палац|Неоготичний палац Фелікса Меленівського, спалений більшовиками.
- Носківці (Жмеринський район),Палац Потоцьких,  збудований очевидно Станіславом Щесним Потоцьким, стіни - руїни.
- м.Немирів, палац Щербатових і пейзажний парк, закладений у XIX ст. (архітектор Іржі Стібрал), збережений, санаторій.
- Ободівка (Тростянецький район), Палац Собанських, палац збережений в зруйнованому стані, архітек. Маєр, садівник Діонісій Міклер.
- Печера (село), Тульчинський район, Палац Потоцьких, архітектор Ян Гойріх ( перебудова), палац був копією Тульчинського, але вдвічі менший,палац спалений під час революції та розібраний на цеглу, зберігся парк, мавзолей родини Потоцьких.
- П'ятничани, Палац Горохольських, (вул. Мічурина, 32), садиба доби класицизму, зберігся господарський дім-палац, флігелі зруйновані, пейзажний парк 32 гектари.
- селище Северинівка садиба Северина Орловського,  палац, класицизм 19 ст, збережено, санаторій
- с.Спичинці, палац Собаньских, неоренесанс, 19 ст., школа
- Стара Прилука, Палац Борецького, 18 ст., необароко, копія президентського Маріїнського палацу в Києві, збережений, дитячий інтернат
- с.Серебринці садиба, палац кінця XVIII ст. у стилі зрілого класицизму. Повністю зберігся ліпний декор інтер'єрів, частково виконаний з полірованого алебастру.
- палац Потоцьких (Тульчин), класицизм (архітектор Лекруа 1757 — 1782 рр.), збережено частково, нині Тульчинське училище культури.
- м.Хмільник, Хмільницький замок, Палац графа Ксідо, класицизм і еклектика початку 20 ст., готельчик, стан напіваварійний.
- Чернятин, Жмеринський район, Палац Вітославських, триповерховий палац з вежами, неоготика, 19 ст., збережена, навчальний заклад
- с.Чорномин, графський Чорноминський палац 1820-х рр., збережений, перебудови під школу.
- м.Шаргород, замкова кам'яниця 16 ст., ренесанс, (започаткував князь Ян Замойський) єдина подібна на теренах України, прямокутна, первісне планування 16 століття.

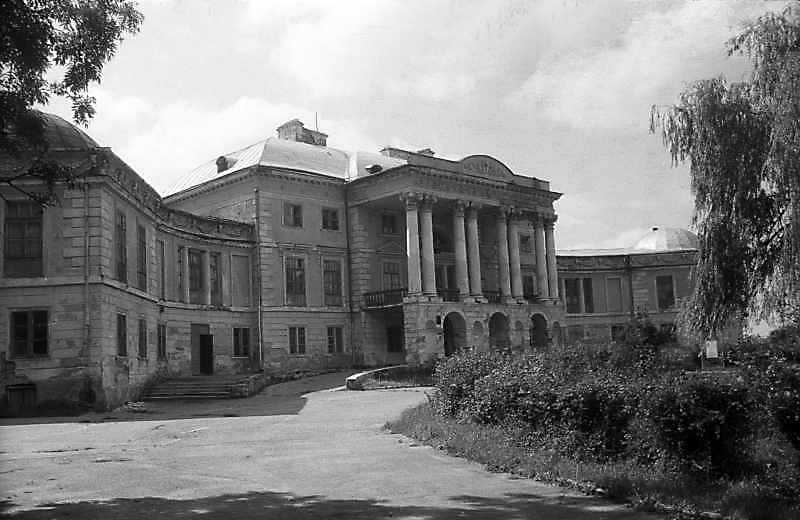
Палац Горохольського в Вороновиці
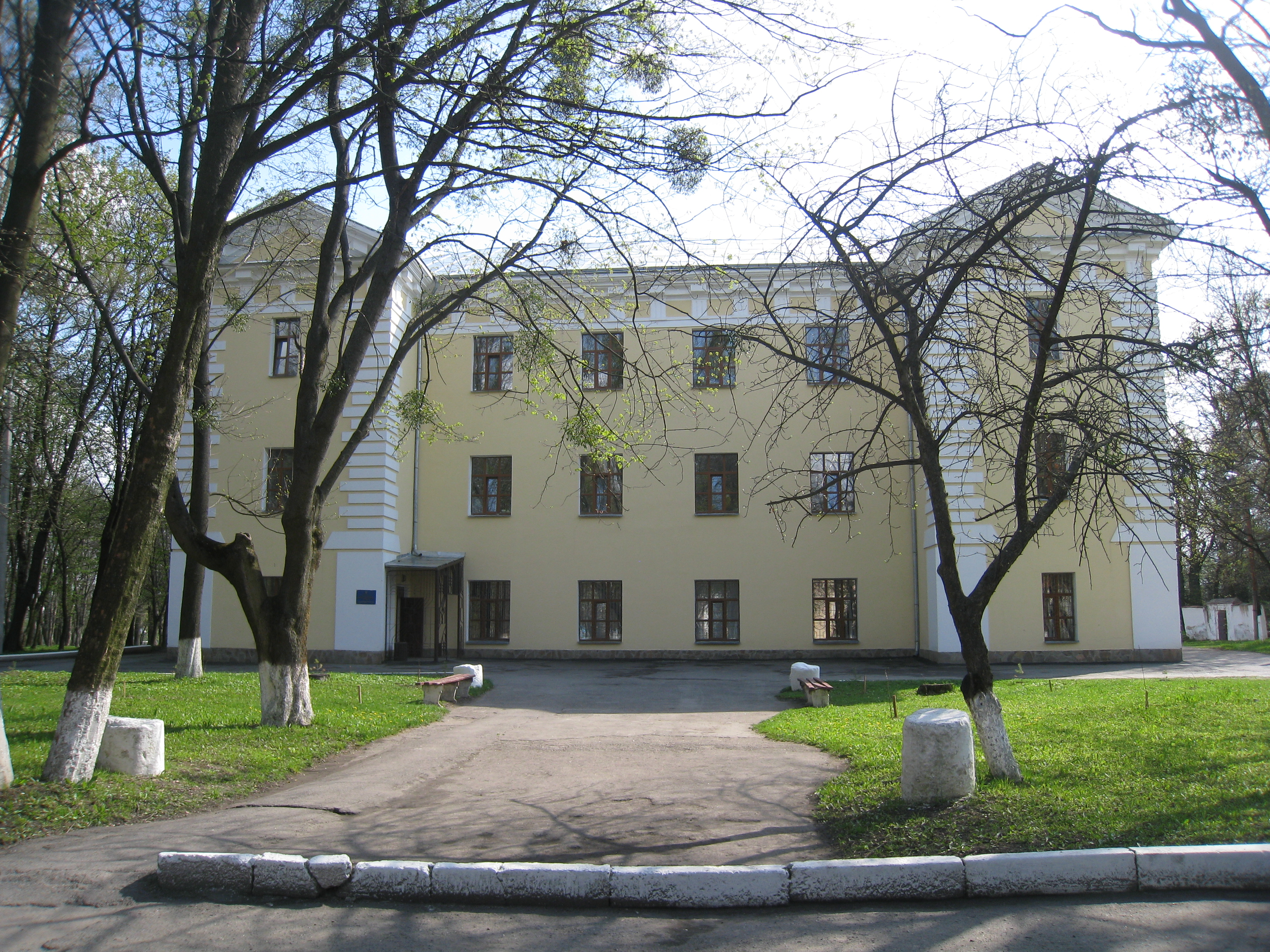
Палац Горохольських в Вінниці
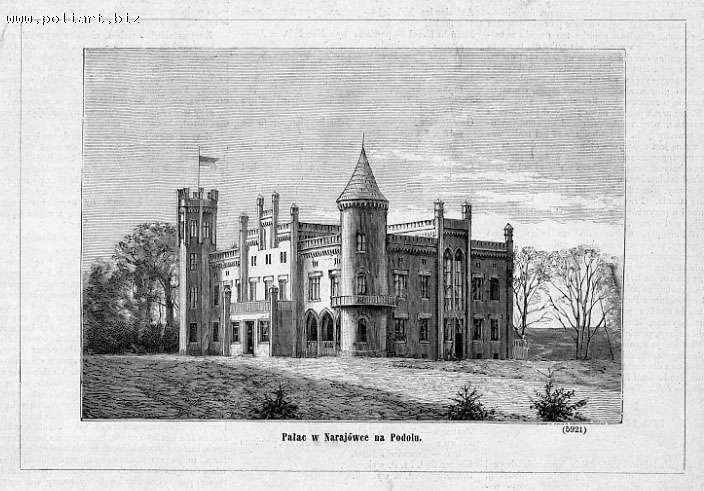
Палац Меленівського в Нараївці
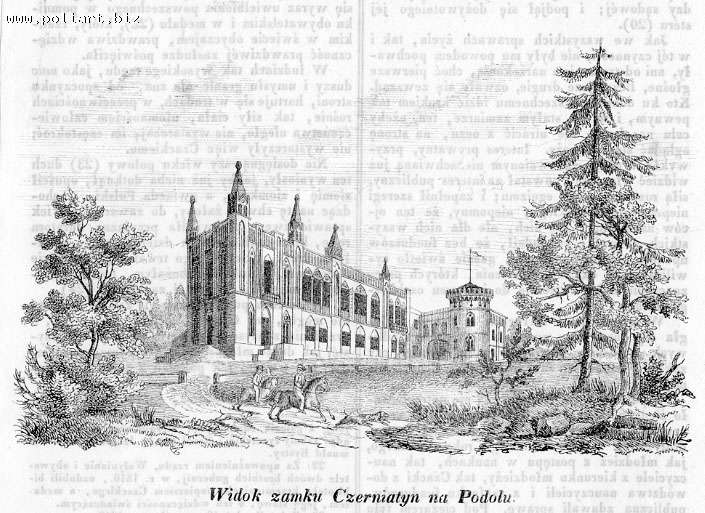
Палац Вітославських в Чернятині